# Hearts of Love
Hearts of Love è un film muto del 1918 diretto da J. Charles Haydon. Ambientato all'epoca della guerra di secessione americana, è interpretato da Gladden James e da Edna Mayo, qui al suo ultimo film.

## Trama
Allo scoppio della guerra, il capitano Bernard Tyler decide di restare fedele all'Unione, ma resta per qualche tempo al sud, dalla fidanzata Virginia Rutledge. Il capitano è indotto a credere che Virginia, una sudista, lo abbia tradito presso i suoi. Ma deve in seguito ricredersi davanti alle prove che attestano l'innocenza della ragazza. Jim Rabun, il sovrintendente della tenuta dei Rutledge, scacciato per la crudeltà che mostrava verso gli schiavi, raggiunge un posto di potere e cerca di danneggiare la sua ex padrona. Alla fine della guerra, però, Tyler tornerà per difendere la fidanzata.

## Produzione
Il film fu prodotto dall'American Feature Film Corp.

## Distribuzione
Distribuito dalla General Film Company, uscì nelle sale cinematografiche USA nel novembre 1918.